# Rudolf August von Ingersleben
Rudolf August von Ingersleben (* 19. Dezember 1704; † 1780 in Eisleben) war ein preußischer Oberst und Kommandeur des Grenadierbataillons Nr. 2.

## Leben

### Herkunft
Rudolf August war der Sohn von Kaspar Friedrich von Ingersleben und dessen Ehefrau Wilhelmine von Lautensack. Sein Bruder Johann Ludwig von Ingersleben war preußischer Generalmajor.

### Militärkarriere
Ingersleben kam zuerst zum Infanterieregiment „von Kalckstein“ Nr. 25 und wurde hier am 18. Februar 1728 Seconde-Lieutenant und am 30. März 1730 Premierleutnant. Im Jahr 1740 erhielt er eine eigene Kompanie und wurde 1741 als Major in das neuerrichtete Füselierregiment „jung-Dohnar“ Nr. 38 versetzt. 1744 erhielt er das Kommando eines Grenadierregiments. Das Regiment wurde aus den Grenadierkompanien des Infanterieregiments „Drossow“ Nr. 31 und Garnisonsbataillon „Kröcher“ Nr. 9 gebildet. 1748 wurde Ingersleben zum Oberstleutnant und 1752 zum Oberst befördert.
Mit Beginn des Siebenjährigen Krieges 1756 erhielt er das Grenadierbataillon Nr. 2, dass aus den Grenadierkompanien des Regiments „Eckartsberg“ Nr. 45 und dem Garnisonsbataillon „Salenmon“ Nr. 9 errichtet worden war. Er wurde aber wegen Krankheit bereits 1757 pensioniert, nachdem er aber noch an einige Gefechten des Krieges teilgenommen hatte.

### Familie
Ingerslebe war mit Johanna Elisabeth von Pfuhl aus dem Haus Wimmelburg verheiratet. Das einzige Kind Albertine Wilhelmine (1748–1813) heiratete Alexander Christoph August von Seebach und war Mutter des späteren Generalmajors Friedrich Johann Christian Heinrich von Seebach (1767–1847).